# Bujor Teculescu
Bujor Teculescu (n. 13 aprilie 1902, Alba Iulia – d. 5 decembrie 1978, Brașov) a fost un deputat în Marea Adunare Națională de la Alba Iulia, organismul legislativ reprezentativ al „tuturor românilor din Transilvania, Banat și Țara Ungurească”, cel care a adoptat hotărârea privind Unirea Transilvaniei cu România, la 1 decembrie 1918.:p. 145

## Biografie
S-a născut în Alba Iulia, la data de 13 aprilie 1902. A urmat cursurile Facultății de Drept la Cluj, iar mai apoi la Paris. La 1918 s-a înscris voluntar în Legiunea Română din Alba Iulia, sub comanda căpitanului Florin Medrea. După 1918 a profesat ca avocat în Alba Iulia. A decedat în Brașov, în 5 decembrie 1978.:p. 145

## Activitatea politică

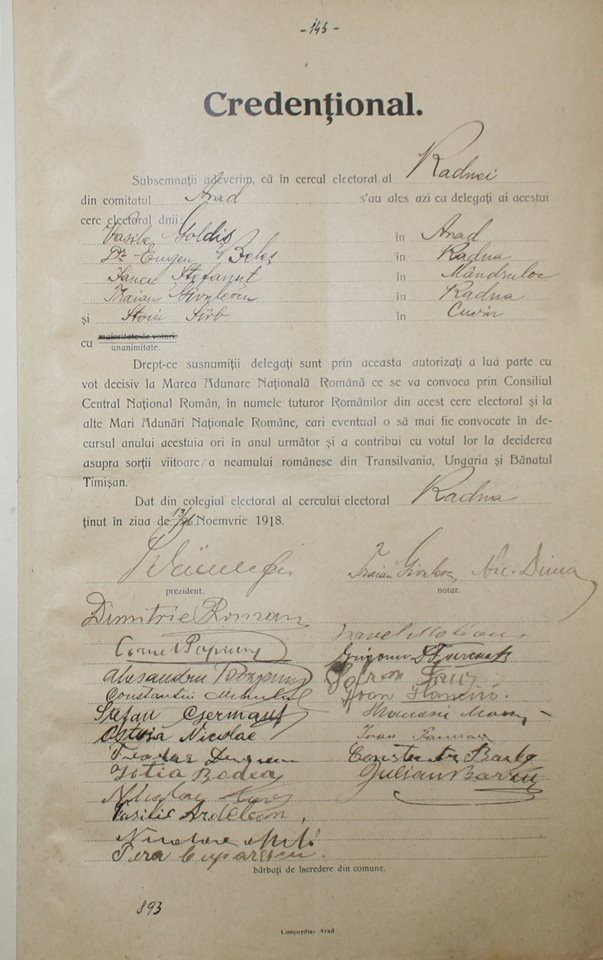
Credențional

A fost delegat să participe la Marea Adunare Națională de la Alba Iulia din 1 decembrie 1918 ca fiu al protopopului Ioan Teculescu, președintele Comitetului Național Român Alba Iulia.:p. 145